# Hamit Altıntop
Hamit Altıntop (ur. 8 grudnia 1982 roku w Gelsenkirchen) – turecki piłkarz występujący na pozycji pomocnika bądź bocznego obrońcy. W 2011 roku otrzymał nagrodę Ferenca Puskása za najładniejszego gola w 2010 roku.

## Kariera klubowa
W początkach kariery występował razem z bratem Halilem w SG Wattenscheid 09, a następnie Schalke 04 Gelsenkirchen. Od 2007 do 2011 był zawodnikiem Bayernu Monachium. 19 maja 2011 roku podpisał czteroletni kontrakt z Realem Madryt, który wzmocnił na zasadzie wolnego transferu przed sezonem 2011/12. W barwach klubu ze stolicy Hiszpanii zadebiutował 27 września w domowym meczu Ligi Mistrzów z Ajaxem Amsterdam. Na boisko wszedł z ławki rezerwowych w 84 minucie zmieniając Mesuta Özila. W lidze hiszpańskiej zadebiutował w domowym meczu Real Madryt - Betis Sevilla zmieniając w 77 minucie Cristiano Ronaldo. 13 lipca 2012 roku został piłkarzem Galatasaray SK.

## Życie prywatne
- Od urodzenia mieszkał w Niemczech.
- Jego brat bliźniak, Halil Altıntop również jest piłkarzem.

## Sukcesy

### Schalke 04 Gelsenkirchen
- Puchar Ligi Niemieckiej: 2005

### Bayern Monachium
- Mistrzostwo Niemiec: 2008, 2010
- Puchar Niemiec: 2008, 2010
- Puchar Ligi Niemieckiej: 2007
- Superpuchar Niemiec: 2010

### Real Madryt
- Mistrzostwo Hiszpanii: 2012